# Фелдафинг
Фелдафинг (њем. Feldafing) општина је у њемачкој савезној држави Баварска. Једно је од 14 општинских средишта округа Штарнберг. Према процјени из 2010. у општини је живјело 4.363 становника. Посједује регионалну шифру (AGS) 9188118.

## Географски и демографски подаци
Фелдафинг се налази у савезној држави Баварска у округу Штарнберг. Општина се налази на надморској висини од 646 метара. Површина општине износи 9,2 km². У самом мјесту је, према процјени из 2010. године, живјело 4.363 становника. Просјечна густина становништва износи 477 становника/km².